# Hranostajník bílý
Hranostajník bílý nebo také hermelínová můra (Cerura erminea) je noční motýl z čeledi hřbetozubcovitých (Notodontidae).

## Popis
Můry dosahují rozpětí křídel 50 až 70 milimetrů. Mají výrazně světlejší základní barvu než hranostajník vrbový Cerura vinula, je až téměř úplně bílá. Přední křídla jsou navíc opatřena černými linkami a tečkami. Tělo je označeno velmi širokými černými příčníky na horní straně, které jsou výrazně širší než bílý pruh na zadní straně mezi nimi. Pouze zadní část břicha a spodní strana jsou převážně bílé.
Housenky jsou dlouhé asi 70 milimetrů. Stejně jako můry jsou velmi podobné housenkám hranostajníka vrbového. Mají tmavou, červenohnědou skvrnu na zádech, která je na okraji bílá a uprostřed těla sahá až k panožkám. Směrem dozadu je širší bílý okraj. Mají také tmavé vidlicové ocasy a výrazná kusadla. Housenky jsou v mládí velmi tmavé, před zakuklením zčervenají.

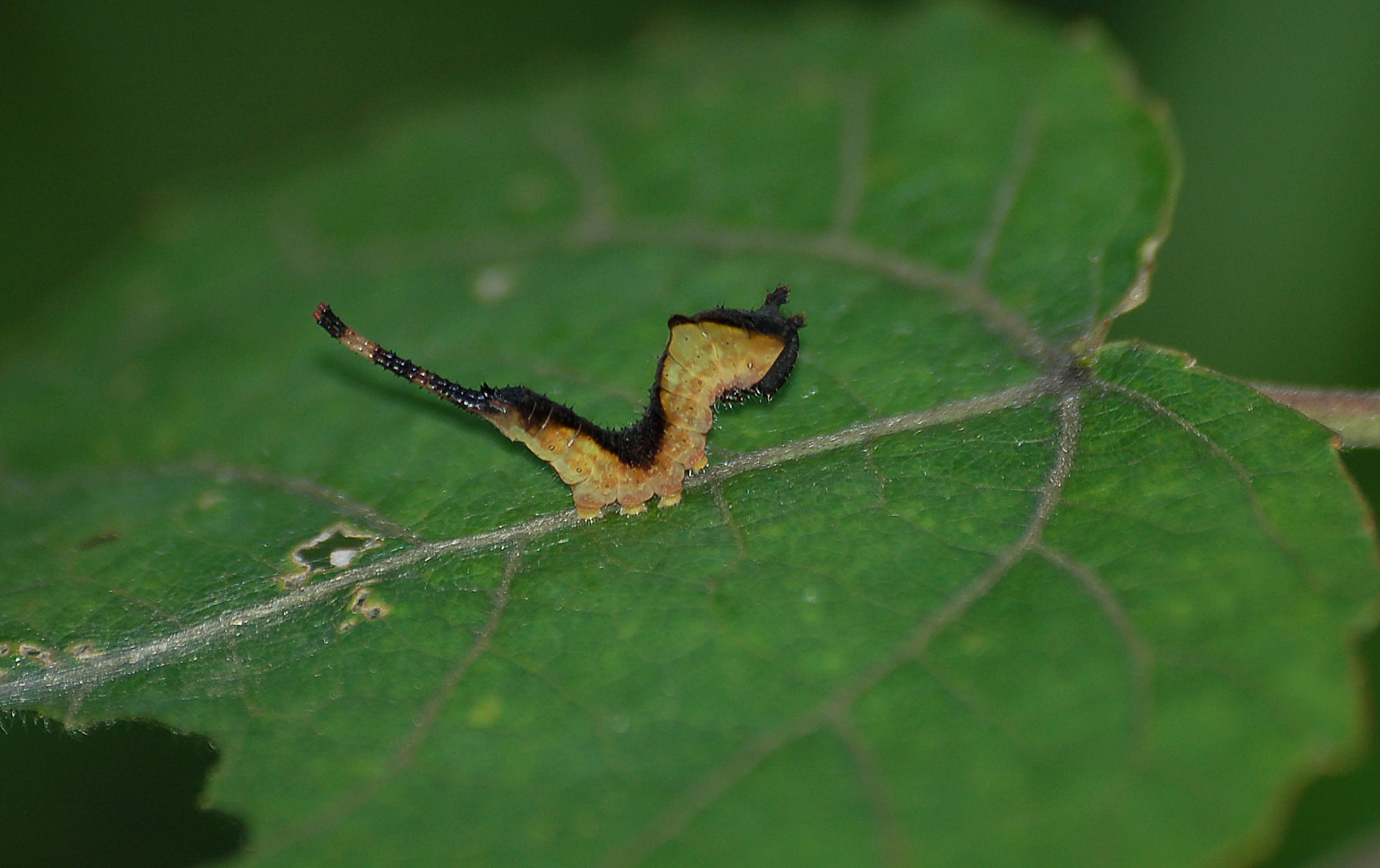
Housenka

### Podobné druhy
- Hranostajník vrbový ( Cerura vinula )

## Výskyt
Vyskytují se v jižní a střední Evropě na východ od Japonska, ale chybí v severozápadní Evropě, ve Skandinávii, Velké Británii a v částech středomořské oblasti. Žijí ve vlhkých oblastech se zásobami svých živných rostlin, zejména v lužních lesích. Jsou vzácnější než hranostajník vrbový, ale jsou běžné například ve východním Německu v okolí Braniborska.
Housenky se živí hlavně listy osiky (Populus tremula) a dalších topolových druhů, vzácněji pak listy úzkolistých vrb.

## Způsob života
Noční můry létají každoročně v jedné generaci od května do července, v teplých oblastech se mohou objevit i ve druhé generaci. Housenky se vyznačují pozoruhodným obranným chováním. Vtáhnou hlavu do prvního článku a vytvoří kolem něj červenou oblast s pseudoočky směrem k nepříteli. Vtažením housenka také výrazně zesílí. Kromě toho se z dvojitého ocasu na konci břicha vytvoří dlouhá červená trubice, která provádí třesoucí se pohyby. Pokud je housenka dále podrážděna, může vystříknout kyselinu mravenčí z mezery na spodní straně hlavy, která se vytváří v žláze. Může dostříknout až 30 centimetrů.

## Vývoj
Samičky kladou svá silně zploštělá, čočkovitá, oranžová vajíčka vysoko na koruny živných stromů. Housenky se v srpnu zakuklují v silnostěnném kokonu z dřevěných štěpků a vláken na kůře kmenů, obvykle blízko země. Jsou tak dokonale maskované, že jsou prakticky neviditelné. Kukly přezimují, než se na jaře vylíhnou dospělé můry.